# Casimiro Nay
Casimiro Nay (Robbio, 5 febbraio 1885 – Torino, 23 novembre 1928) è stato un calciatore italiano, di ruolo mediano.
Anche suo figlio Cesare giocò per la Juventus.

## Carriera
Nay risulta nella rosa dell'Audace Torino nella stagione 1902, in cui gioca almeno l'incontro perso per 6-0 contro la Juventus del 9 marzo, ottenendo il terzo posto del girone piemontese.
Successivamente militò nelle riserve della Juventus, divenendo un giocatore della prima squadra nel 1906, ove militò per cinque stagioni. Fece il suo esordio il 13 gennaio 1907 contro il Torino in una sconfitta per 2-1, mentre la sua ultima apparizione in maglia bianconera fu il 19 marzo 1911 in una sconfitta per 3-0 contro il Genoa. In sei stagioni juventine collezionò 7 presenze senza segnare.

## Statistiche

### Presenze e reti nei club
| Stagione             | Club                 | Campionato           | Campionato | Campionato | Campionato |
| Stagione             | Club                 | Comp                 | Pres       | Reti       |            |
| -------------------- | -------------------- | -------------------- | ---------- | ---------- | ---------- |
| 1902                 | Audace Torino        | CI                   | 3          | 0          |            |
| Totale Audace Torino | Totale Audace Torino | Totale Audace Torino | 3          | 0          |            |
| 1905-1906            | Juventus             | PC                   | 0          | 0          |            |
| 1906-1907            | Juventus             | PC                   | 2          | 0          |            |
| 1907-1908            | Juventus             | PC                   | 0          | 0          |            |
| 1908-1909            | Juventus             | PC                   | 3          | 0          |            |
| 1909-1910            | Juventus             | PC                   | 1          | 0          |            |
| 1910-1911            | Juventus             | PC                   | 1          | 0          |            |
| Totale Juventus      | Totale Juventus      | Totale Juventus      | 7          | 0          |            |
| Totale               | Totale               | Totale               | 8+         | 0          |            |